# Samuel Lyon Russell
Samuel Lyon Russell (* 30. Juli 1816 in Bedford, Bedford County, Pennsylvania; † 27. September 1891 ebenda) war ein US-amerikanischer Politiker. Zwischen 1853 und 1855 vertrat er den Bundesstaat Pennsylvania im US-Repräsentantenhaus.

## Werdegang
Samuel Russell war der Sohn des Kongressabgeordneten James McPherson Russell (1786–1870). Er besuchte die öffentlichen Schulen seiner Heimat sowie die Bedford Academy. Im Jahr 1834 absolvierte er das Washington College in Washington (Pennsylvania). Nach einem Jurastudium und seiner 1837 erfolgten Zulassung als Rechtsanwalt begann er in Bedford in diesem Beruf zu arbeiten. In den 1840er Jahren war er auch als Staatsanwalt im Bedford County tätig. Politisch war er damals Mitglied der Whig Party.
Bei den Kongresswahlen des Jahres 1852 wurde Russell im 17. Wahlbezirk von Pennsylvania in das US-Repräsentantenhaus in Washington, D.C. gewählt, wo er am 4. März 1853 die Nachfolge des Demokraten Andrew Parker antrat. Da er im Jahr 1854 auf eine weitere Kandidatur verzichtete, konnte er bis zum 3. März 1855 nur eine Legislaturperiode im Kongress absolvieren. Diese war von den Ereignissen im Vorfeld des Bürgerkrieges geprägt.
Nach dem Ende seiner Zeit im US-Repräsentantenhaus praktizierte Samuel Russell wieder als Anwalt. Nach der Auflösung der Whigs schloss er sich der neuen Republikanischen Partei an. Im Jahr 1873 nahm er als Delegierter an einem Verfassungskonvent seines Heimatstaates teil. In Bedford war er sowohl Mitglied des Gemeinderates als auch des Schulausschusses. Er starb am 27. September 1891.